# Georgios III
Sua Beatitudine Georgios III, nato  Georgios Papachrysostomou (in greco: Γεώργιος Παπαχρυσοστόμου) (Athīenou, 25 maggio 1949), è un arcivescovo ortodosso cipriota, arcivescovo di Nuova Giustiniana e di tutta Cipro (ovvero primate della Chiesa ortodossa di Cipro), eletto dal Santo Sinodo della Chiesa di Cipro il 24 dicembre 2022.

## Biografia
Georgios Papachrysostomou è nato ad Athīenou il 25 maggio 1949. Nel 1967 si è diplomato nel Ginnasio pan-cipriota di Nicosia e in seguito è entrato nel dipartimento di chimica dell'Università Nazionale Capodistriana di Atene, laureandosi nel 1972. Successivamente è stato ammesso alla scuola teologica della stessa università, ottenendo la laurea nel 1980. Ha completato gli studi post laurea nel Regno Unito, in chimica e teologia.
È stato ordinato diacono il 23 dicembre 1984 da Barnaba, vescovo titolare di Salamina, e ha ricevuto la consacrazione sacerdotale 17 marzo 1985 dalle mani dall'arcivescovo di Cipro Chrysostomos I. Professore di chimica negli anni 1985-1996, nel 1994 è stato nominato segretario del Santo Sinodo. Il 26 maggio 1996 è stato ordinato vescovo titolare di Arsinoe, ausiliare della metropolia di Pafo. Il 29 dicembre 2006 è stato eletto metropolita di Paphos. Ha rappresentato la Chiesa di Cipro nelle conferenze panortodosse e nel dialogo con la Chiesa cattolica e varie chiese luterane.
Dopo la morte dell'arcivescovo di Cipro Chrysostomos II il 7 novembre 2022, ha assunto la carica di locum tenens del trono arcivescovile cipriota. Il 24 dicembre 2022, è stato eletto dal Santo Sinodo della chiesa cipriota arcivescovo di Nuova Giustiniana e di tutta Cipro, succedendo così a Chrysostomos II.